# A Hard Day's Night (노래)
〈A Hard Day's Night〉는 영국의 록 밴드 비틀즈의 노래로 레논-매카트니 저작자 표기를 사용하지만 존 레논의 주도로 작곡했고, 폴 매카트니와 약간 협업했다. 동명의 영화 사운드트랙에 수록하여 발매되었다. 영국에서는 〈Things We Said Today〉가 B면에 수록된 싱글이 발매되었다. 노래는 비틀즈 최초의 장편 영화 《하드 데이즈 나이트》 사운드트랙 및 동명의 정규 음반에 사용된다. 싱글로 발매되었을 때 영미 모두에서 차트 정상을 석권했다. 영미 〈A Hard Day's Night〉과 동명의 영미 음반은 각각 1964년 8월 2주간 차트 정상에 올랐으며, 이 업적은 그들이 최초로 이룩한 것으로 생각된다.

## 제목
노래의 제목은 비틀즈의 드러머 링고 스타의 발언에서 비롯된다. 1964년 DJ 데이브 헐과 가진 인터뷰에서 스타는 다음과 같이 설명한 바 있다. "저희는 일을 하러 나서고, 저희는 온종일 일하기도 했고, 한 번은 밤새 일해야 했어요. 그날 당시 생각났던 게 아직 기억에 남아 있는데, 저는 이렇게 말했어요. '몹시 고된 날이구나(It's been a hard day …) ...' 그런데 주위를 둘러보니 깜깜했길래 이렇게 덧붙였어요. '... 밤이구나!(… night!)' 그렇게 'A Hard Day's Night.'가 탄생한 것이죠."
스타의 발언은 결국 영화의 제목에 영향을 미쳤고, 자연히 곡의 작곡에서도 영향을 미치게 되었다. 1980년 《플레이보이》 잡지와 인터뷰한 레논은 이렇게 말했다. "차를 타고 집에 가던 중이었는데 딕 제임스가 제게 제목을 제안했어요. 링고가 말했던 'Hard Day's Night'란 이름을요. 그것을 《그 자신의 이야기》에서 써먹기도 했지만 링고의 즉석 발언에서 비롯되었어요. 알잖아요, 그 말라프로피즘이요. 아마 웃기려고 한 말은 아니었을 거예요 ... 그냥 말해 본 것이겠죠. 아무튼 딕 제임스가 '이걸 제목으로 할 거야'라고 말했습니다."
1994년 《비틀즈 앤솔로지》 인터뷰에서 폴 매카트니는 레논의 기억에 반기를 들었다. 스타의 말실수를 사용하자는 아이디어를 착안한 것은 레스터가 아닌, 비틀즈라는 것이 기본 주장이었다. "그 제목은 링고의 것이에요. 영화를 거의 완성했을 즈음, 전에 없던 기쁨이 생겨나기 시작했고 그때 영화의 이름이 지어졌어요. 트위크넘 스튜디오에 둘러앉아 작은 브레인스토밍 시간을 가졌는데 ... 우리가 말했죠. '일전에 링고가 말한 게 있지 않았나.' 링고는 말라프로피즘을 약간씩 사용했어요. 그는 다른 사람처럼 뭔가를 잘못 말하기도 했지만, 언제나 환상적이었고 굉장히 시적이기도 했어요 ... 그가 무언가 잘못하는 경우에도 무언가 마법같은 것이 서려있었죠. 그리고 그가 콘서트 이후 말했던 것이 '휴, 몹시 고된 날의 밤이었어(Phew, it's been a hard day's night)'였어요."
1996년, 해당 사건의 다른 버전이 또 탄생했다. 《연합통신》 기사에서 《하드 데이즈 나이트》의 프로듀서 왈터 쉔슨은 스타의 웃길 말실수를 레논이 쉔슨에게 들려주었고, 여기에 "a hard day's night"도 있었는데, 그것을 듣는 즉시 쉔슨은 영화 제목으로 정하게 되었다고 밝혔다. 쉔슨은 동시에 레논에게 영화의 주제가가 필요하다고 말했다.

## 작곡
제목을 결정한 것이 누구인지 상관없이 레논은 즉각 영화의 주제가로 쓰일 노래를 구상했다. 레논은 하룻밤에 노래를 급하게 써낸 뒤 의견을 경청하기 위해 다음날 아침 가져왔다. 1980년 《플레이보이》 인터뷰에서 그 상황을 레논은 이렇게 설명했다. "다음날 아침에 노래를 들고 왔어요 ... 그게 저와 폴 사이에는 누가 A명을 차지할 것인지, 즉 누가 히트곡을 가질 것인지에 관한 작은 작곡 경쟁이 있었거든요. 알다시피 초기 시절에 싱글의 대부분, 그리고 영화 및 기타 모든 것은 제 독점이었어요 ... 초기에는 제가 그룹을 지배했죠 ... 폴이 'A Hard Day's Night'에서 부른 이유는 제가 음이 그곳까지 올라가지 않아서였어요." 비록 폴 매카트니 및 다른 멤버들은 폴과 함께 쓴 것이라고 회고했지만, 존은 자기 혼자 썼다고 주장했다.

1964년 4월 비틀즈는 EMI 스튜디오 제2 스튜디오에 회동하여 〈A Hard Day's Night〉를 녹음했다. 최종 버전까지 곡을 다듬는 데에는 최소 세 시간이 걸렸고, 결국 아홉 번째 테이크가 선택되어 그것이 발매되었다. 《이브닝 스탠더드》 기자 모린 클리브는 녹음이 있던 그날 아침의 역사적인 택시 탑승을 기억했다.
어느 날, 녹음 세션이 있는 애비 로드로 향하기 위해 존을 택시에 태우게 되었어요. 'A Hard Day's Night'의 음악은 그의 머릿속에 존재했지만, 가사는 그의 아들 줄리언을 위해 팬의 생일 카드에 휘갈겨 쓴 낙서에서 나온 것이었죠. '네가 있는 집에 간다면(When I get home to you),' 그렇게 시작했어요. '내 피곤함은 말끔히 사라지겠지(I find my tiredness is through ...' 저는 '좋네요'라고 했는데, 존은 해맑게 웃으면서 제게 팬을 빌려갔고, 즉시 도발적인 가사로 바꾸었어요. '네가 있는 집에 도착하면/네가 해주는 일들을 발견하겠지/나를 기쁘게 해줄 그것 말이야(When I get home to you/I find the things that you do/Will make me feel all right.)' 다른 비틀즈는 이미 스튜디오에 와 있었고, 멋있는 조지 마틴도 함께했어요. 존은 다른 사람들에게 음을 흥얼거렸는데, 아직까지 가사가 적힌 종이같은 것도 준비되지 않았었거든요. 세 시간 뒤, 저는 아직까지 영문을 모르고 있지만 그들은 어떻게 음반을 완성했어요. 그 생일 카드 말인데 현재 대영 도서관에 보관되어 있어요.

《연합통신》 기사에서 쉔슨은 자신의 회고를 설명했다. 그에 따르면, 8시 30분 아침 "존과 폴은 기타와 함께 준비를 했으며 가사는 성냥갑 커버에 휘갈겨져 있었습니다. 그것을 연주하였고 다음 날 밤에 녹음했죠." 쉔슨은 "곡의 박자는 정확했고 편곡은 우수했습니다. 진정한 천재들이었어요."라고 말했다.

## 오프닝 코드
〈A Hard Day's Night〉는 보컬 이전에 나오는 조지 해리슨의 틀림없는 리켄배커 360/12 12현 기타의 "웅장한 오프닝 코드"로 즉각 각인되었다. 조지 마틴에 따르면, "우리는 곡이 영화 및 사운드트랙 LP를 여는 곡임을 알았기에, 특히 강하고 효과있는 도입부를 원했어요. 거친 기타 코드가 완벽한 시작이라고 생각했죠." 이언 맥도널드는 이것이 "비틀즈의 전설에서 〈A Day in the Life〉의 E 메이저가 유일하게 상대가 되는 중대성을 가지며, 이는 창조성이 최고에 다다른 비틀즈 중기의 도입부 및 종결부의 기능을 한다."고 서술했다.

## 참여 인원
이언 맥도널드의 주장에 따른다.
- 존 레논 – 더블 트래킹 보컬 (버스), 전자 및 어쿠스틱 리듬 기타
- 폴 매카트니 – 더블 트래킹 보컬 (미들 에이트), 하모니 보컬, 베이스
- 조지 해리슨 – 12현 리드 기타
- 링고 스타 – 드럼, 봉고, 카우벨
- 조지 마틴 – 피아노

## 차트 및 판매량

### 차트
| Chart (1964)                            | Peak position |
| --------------------------------------- | ------------- |
| Australia (Kent Music Report)           | 1             |
| 벨기에 (울트라탑 50 플랑드르)           | 4             |
| 아일랜드 (IRMA)                         | 1             |
| 네덜란드 (싱글 톱 100)                  | 1             |
| 노르웨이 (VG-리스타)                    | 1             |
| 영국 싱글 (오피셜 차트 컴퍼니)          | 1             |
| 캐나다 탑 싱글 (RPM)                    | 1             |
| 미국 빌보드 핫 100                      | 1             |
| US Cash Box Top 100                     | 1             |
| West German Media Control Singles Chart | 2             |

| 국가                       | 인증 | 판매량/출하량 |
| -------------------------- | ---- | ------------- |
| 미국 (RIAA)                | 골드 | 1,000,000^    |
| ^출하량을 기반으로 한 인증 |      |               |

## 참고 문헌
- Bacon, Tony (2000). 《Fuzz & Feedback: Classic Guitar Music of the 60's》. Miller Freeman Books. ISBN 0-87930-612-2.
- Badman, Keith. 《The Beatles Off the Record》.
- Brown, Jason I. (October 2004). “Mathematics, Physics and A Hard Day's Night” (PDF). 2008년 11월 8일에 확인함.
- “As It Happens”. CBC Radio. 2004년 10월 15일. 2005년 10월 10일에 원본 문서에서 보존된 문서. 2017년 6월 7일에 확인함.Jason Brown's research on the opening chord. To hear the story, listen 12'35" into the broadcast.
- Calking, Graham (2008). “A Hard Day's Night EP”. 2008년 3월 16일에 원본 문서에서 보존된 문서. 2008년 3월 9일에 확인함.
- Campbell, Mary ( 1 July 1996). “Restored 'Hard Day's Night,' 'Help!' part of AMC festival”. Associated Press. 4 December 2008에 원본 문서에서 보존된 문서.
- Cohen, Jonathan (2008). “Unreleased Tracks Span Joel's "My Lives"”. 2008년 3월 9일에 확인함.
- Compton, Todd (2017). 《Who Wrote the Beatle Songs? A History of Lennon-McCartney》. Pahreah Press. ISBN 978-0-9988997-0-1.
- “A Hard Day's Night”. CoverTogether. 2009. 2009년 10월 10일에 확인함.
- Everett, Walter (2001). 《The Beatles as Musicians: The Quarry Men Through Rubber Soul》. Oxford University Press. ISBN 0-19-514104-0.
- Fries, Colin, 편집. (2009년 11월 30일). “Chronology of Wakeup Calls” (PDF). National Aeronautics and Space Administration. 2010년 6월 20일에 원본 문서 (PDF)에서 보존된 문서. 2017년 6월 7일에 확인함.
- Glynn, Stephen (2004). 《A Hard Day's Night: The British Film Guide 10 (Turner Classic Movies British Film Guides)》. I. B. Tauris. ISBN 1-85043-587-1.
- Harry, Bill (2000). 《The Beatles Encyclopedia: Revised and Updated》. London: Virgin Publishing. ISBN 0-7535-0481-2.
- Hook, Chris (2005년 5월 2일). “The "A Hard Day's Night" Chord - Rock's Holy Grail”. 《Everything2.com》. 2008년 11월 8일에 확인함.
- Jackson, John Wyse (2005). 《We All Want to Change the Word: The Life of John Lennon》. Haus. ISBN 1-904950-37-X.
- 《The Beatles A-I》. Milwaukee, Wisconsin: Hal Leonard. 2003. ISBN 0-634-05339-6.
- Lewisohn, Mark (1988). 《The Beatles Recording Sessions》. New York: Harmony Books. ISBN 0-517-57066-1.
- Marck, John T (2006). “I Am The Beatles - A Hard Day's Night”. 2006년 12월 15일에 원본 문서에서 보존된 문서. 2006년 12월 13일에 확인함.
- MacDonald, Ian (2005). 《Revolution in the Head: The Beatles' Records and the Sixties》 Seco Revis판. London: Pimlico (Rand). ISBN 1-84413-828-3.
- Miles, Barry (1997). 《Paul McCartney: Many Years From Now》. New York: Henry Holt & Company. ISBN 0-8050-5249-6.
- Pedler, Dominic (2003). 《The Songwriting Secrets of the Beatles》. Omnibus Press. ISBN 0-7119-8167-1.
- Pollack, Alan W. “Notes on "A Hard Day's Night"”.
- “Peter Seller's Information”. Pop Stars Plus. 2008. 17 February 2008에 원본 문서에서 보존된 문서. 9 March 2008에 확인함.
- “The Rolling Stone 500 Greatest Songs of All Time”. 2007. 6 March 2007에 원본 문서에서 보존된 문서. 7 March 2007에 확인함.
- Rooksby, Rikky (2004). 《Chord Master: How to Choose and Play the Right Guitar Chords》. Backbeat Books. ISBN 0-87930-766-8.
- Sheff, David (2000). 《All We Are Saying: The Last Major Interview with John Lennon and Yoko Ono》. New York: St. Martin's Press. ISBN 0-312-25464-4.
- “A Hard Day's Night”. Turner Classic Movies. 2009. 2009년 3월 26일에 확인함.
- White, Dave (2008). “A Hard Day's Night”. 2008년 5월 15일에 원본 문서에서 보존된 문서. 2008년 3월 9일에 확인함.